# Heptapleurum chevalieri
Schefflera chevalieri là một loài thực vật có hoa thuộc họ Cuồng. Loài này được Lowry & G.M.Plunkett công bố hợp lệ năm 2020.